# Coeliccia nigrescens
Coeliccia nigrescens är en trollsländeart som beskrevs av Harry Hyde Laidlaw, Jr. 1931. Coeliccia nigrescens ingår i släktet Coeliccia och familjen flodflicksländor. IUCN kategoriserar arten globalt som otillräckligt studerad. Inga underarter finns listade i Catalogue of Life.